# Isidoro Sánchez
Isidoro Sánchez García (ur. 29 stycznia 1942 w La Orotava na Teneryfie) – hiszpański inżynier, działacz społeczny i ekologiczny, samorządowiec związany z Wyspami Kanaryjskimi, trzykrotny poseł do Parlamentu Europejskiego (1992–1993, 1994–1996, 1999–2003).

## Życiorys
W młodości uczył się w szkole średniej w rodzinnej Orotavie. Od 1960 kontynuował naukę w szkole inżynierskiej w Madrycie, którą ukończył po pięciu latach. Pracował jako urzędnik państwowy, z powodów politycznych został zwolniony. Od 1974 do 1979 był dyrektorem Parku Narodowego Teide (1974–1979). Później pracował m.in. jako dyrektor Parku Narodowego Garajonay (1982–1987). Był też inspektorem regionalnym ICONA. Po utworzeniu wspólnoty autonomicznej Wysp Kanaryjskich zatrudniony w regionalnych ministerstwach rolnictwa i ochrony środowiska.
Po śmierci generała Francisca Franco założył organizację Agrupación Independiente Orotava, z której listy kandydował na radnego miasta. Od 1979 do 1987 sprawował mandat członka rady miejskiej. W latach 80. zakładał stowarzyszenie Agrupación TINERFEÑA de Independientes. W 1983 startował z poparciem ATI do rady Teneryfy. Urząd radnego wyspy pełnił do 1987. W tym samym roku z powodzeniem kandydował do parlamentu Wysp Kanaryjskich (reelekcję uzyskał w 1991). Pełnił też mandat senatora z Wysp Kanaryjskich (1987–2000). Był pracownikiem działających na Wyspach Kanaryjskich fundacji, kierował klubem pływaki w Puerto de la Cruz (1995–1999).
Jako członek Koalicji Kanaryjskiej reprezentował Hiszpanię w Parlamencie Europejskim (1992–1993, 1994–1996), zasiadając m.in. w Grupie Tęcza w PE i we frakcji Europejskiego Sojuszu Radykalnego. Był członkiem Komisji ds. Transportu i Turystyki (do 1993) oraz Komisji ds. Polityki Regionalnej (1994–1996), jak również delegacji ds. stosunków z państwami Maghrebu i Arabską Unią Maghrebu (do 1993) oraz delegacji ds. stosunków z państwami Ameryki Południowej (1994–1996). W 1996 został powołany na wiceministra relacji instytucjonalnych w rządzie Wysp Kanaryjskich oraz na doradcę premiera Manuela Hermoso ds. politycznych. Po raz trzeci wszedł w skład Parlamentu Europejskiego z listy Koalicji Europejskiej w 1999. Przystąpił do frakcji ELDR, zasiadał w Komisji ds. Polityki Regionalnej, Transportu i Turystyki oraz delegacji ds. stosunków z państwami Maghrebu i Arabską Unią Maghrebu (1999–2002) oraz z państwami Ameryki Środkowej i Meksykiem (2002–2003).

## Wybrane publikacje
- Periplo gomero, Alicante 1975–1978
- Venezuela y Canarias a través de Rómulo Betancourt, Ayuntamiento de la Orotava 1987
- Conde del Valle de Salazar, Madrid 1988
- Canarias y Venezuela en la ruta de Humboldt, Caracas 1993
- Agustín de Betancourt y Alexander von Humboldt, Strasburg 1996.